# 羅克克里克森特 (印第安納州)
羅克克里克森特（英語：Rock Creek Center）是位於美國印地安納州亨廷頓縣的一個非建制地區。該地的面積和人口皆未知。